# Marrit Jasper
Marrit Jasper est une joueuse néerlandaise de volley-ball née le 28 février 1996 à Sneek. Elle mesure 1,80 m et joue au poste de réceptionneuse-attaquante. Elle totalise 92 sélections en équipe des Pays-Bas.

## Biographie
En 2022, elle rejoint les Neptunes de Nantes.

## Clubs
| Club                     | De        | À         |
| ------------------------ | --------- | --------- |
| VC Sneek                 | 2012-2013 | 2015-2016 |
| VfB Suhl                 | 2016-2017 | 2016-2017 |
| Dresdner SC              | 2017-2018 | 2017-2018 |
| Ladies in Black Aachen   | 2018-2019 | 2019-2020 |
| Volley Millenium Brescia | 2020-2021 | 2020-2021 |
| Cuneo GV                 | 2021-2022 | 2021-2022 |
| Neptunes de Nantes       | 2022-2023 | en cours  |

## Palmarès

### Équipe nationale
- Championnat d'Europe
  - Finaliste en 2017.

### Clubs
- Coupe des Pays-Bas
  - Vainqueur en 2014.
  - Finaliste en 2015.
- Supercoupe des Pays-Bas
  - Vainqueur en 2014, 2015 .
- Championnat des Pays-Bas
  - Vainqueur en 2015, 2016
- Coupe d'Allemagne
  - Vainqueur : 2018.

- Championnat de France :
  - Finaliste en 2024.

### Distinctions individuelles
- Meilleure réceptionneuse-attaquante du Championnat de France 2023-2024.